# Cernica
Cernica è un comune della Romania di 11 871 abitanti, ubicato nel distretto di Ilfov, nella regione storica della Muntenia. 
Il comune è formato dall'unione di 5 villaggi: Bălăceanca, Căldăraru, Cernica, Poșta, Tânganu.